# Batalion Fix Regional
Batalioanele Fixe Regionale au fost unități militare din România înființate în anii 1941-1942 din localnici mai vârstnici, neincluși în planurile de mobilizare ale unităților operative, precum și din personal militar, care au fost dislocate la granițele temporar trasate cu Ungaria (între Regatul României și Ardealul de Nord).
Cu misiunea inițială de a ajuta legiunile de jandarmi, au fost subordonate ulterior grănicerilor. Au participat în 1944 în prima linie la luptele din Moldova și la cele din Transilvania. Elemente din compunerea acestora s-au remarcat atât în 1944 în nordul Moldovei în cadrul luptelor de partizani antisovietici, cât și după Lovitura de stat de la 23 august 1944, în cadrul rezistenței anticomuniste.

## Structură

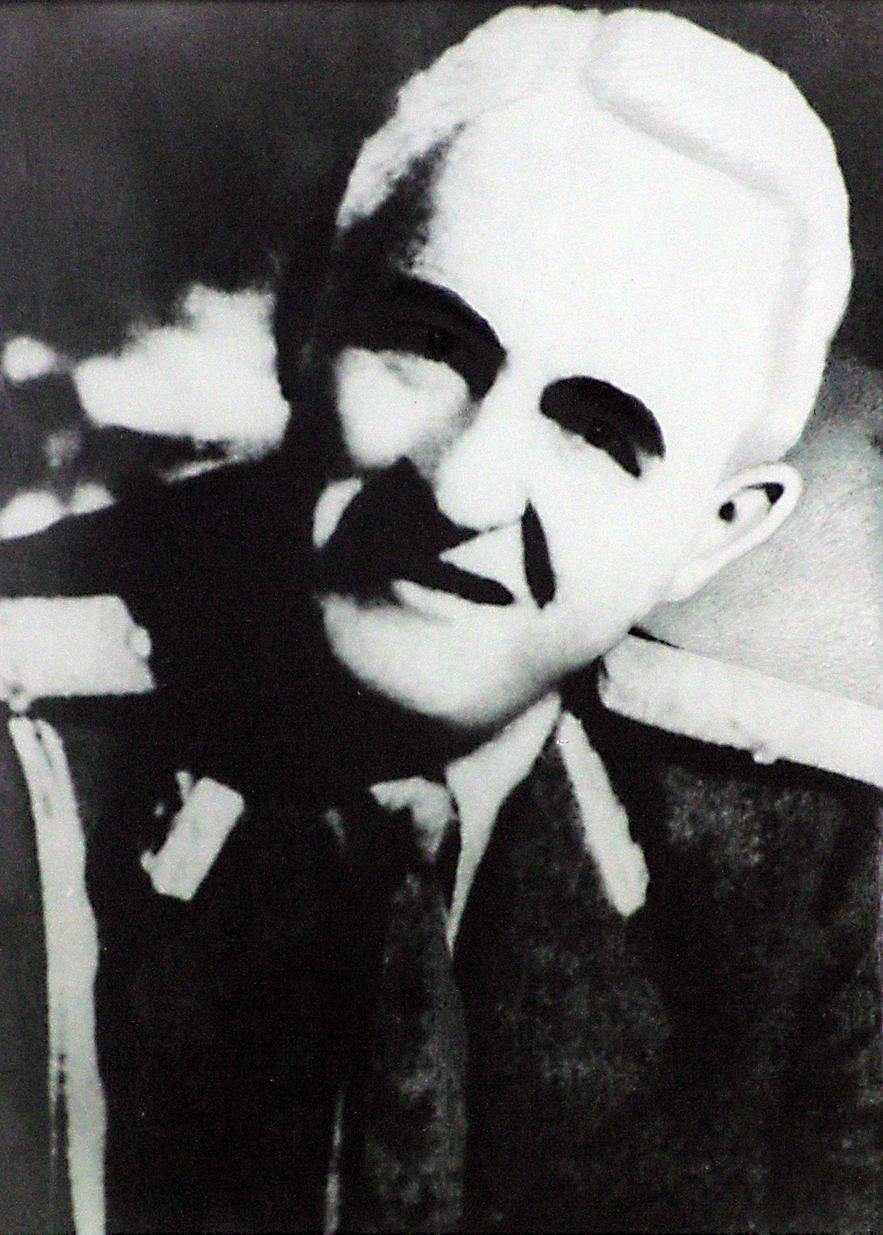
Ideea și concepția creării acestor subunități i-a aparținut generalului Iosif Iacobici.

Ideea înființări acestora i-a aparținut generalului Iosif Iacobici, șef al Marelui Stat Major până la 18 ianuarie 1942. În concepția acestuia, respectivele unități militare urmau să fie constituite din localnici mai vârstnici, neincluși în planurile de mobilizare ale unităților operative.  Acestor localnici care, cunoșteau topografia zonei în care e aflau și erau recrutați pe bază de voluntariat, li s-a adăugat personal din armata din completare, rezervă și militari activi.
Conform instrucțiunilor Marelui Stat Major, un astfel de batalion urma să fie constituit din 3 până la 4 companii, o astfel de companie fiind structurată din 4 până la 6 plutoane, fiecare pluton (corespunzător unei comune) având între 3 și 4 grupe a câte 8 oameni, din care 2 de pușcași. Acestora li se adăuga un pluton de mitraliere dotate cu 4 piese și format din 2 grupe, o grupă de tunuri de însoțire cu 2 piese, un pluton de aruncătoare de mine dotat cu 4 piese calibrul 50 mm format din 2 grupe, un grup de cercetare, agenți și o grupă de circa 20-30 de oameni destinați să acționeze în spatele inamicului, sau să execute acțiuni de distrugere în zona acestuia. Denumirile plutoanelor și companiilor urmau să fie acelea ale comunelor de unde proveneau cea mai mare parte a luptătorilor.
Instrucțiunile prevedeau ca la batalioane, comandanții acestora, 1-2 comandanți de companii, șefii birourilor de mobilizare și ofițerii cu armamentul să fie ofițeri activi dintre cei care fuseseră pe front și aveau stagiile necesare. Aceștia puteau fi invalizi (cu un procent de invaliditate de maxim 20-30%). Tot activi trebuiau, conform instrucțiunilor, să fie subofițerii cu administrația companiilor, cei de la birourile de mobilizare, și cei sanitari. În rest ceilalți ofițeri și subofițeri urmau să fie rezerviști, de preferință de infanterie, selectați dintre cei care au făcut războiul și erau domiciliați în zonele companiilor.
În practică, de exemplu la batalioanele fixe regionale „Cluj” și „Someș” numai comandanții acestora au fost ofițeri activi. Tot în practică, dotarea militară a fost, de exemplu la batalioanele fixe regionale „Bucovina” și „Neamț” doar din capturi de la inamic, lipsind armamentul de însoțire.

## Instruire și capabilități
Instrucția personalului se executa pe plutoane, duminica și în timpul sărbătorilor legale. Programul de instrucție cuprindea 2-3 ore de pregătire militară care, puneau accentul mai ales pe mânuirea armamentului aflat în dotare și pe acțiunile grupelor în ofensivă și în defensivă. Personalul subunităților era considerat ca find sub arme, în zilele de pregătire militară, drept care se supunea legilor și reglementărilor militare aflate în vigoare.

## Rol
La origine, batalioanele regionale au fost destinate să completeze forțele de pe frontiera impusă României de Dictatul de la Viena.
Inițial, aceste batalioanele fixe au ajutat legiunile de jandarmi, iar de la 1 noiembrie 1942 au fost subordonate regimentelor de grăniceri. La 30 iulie 1943, Corpul Grănicerilor a luat în subordine, conform ordinului Marelui Stat Major, respectivele subunități. Rolul lor a fost fixat ca find acela de întări unitățile de grăniceri și de a acționa împreună cu acestea sau, independent în regiunile de graniță cu teren greu accesibil.

### Participarea la luptele din 1944
Conform celor consemnate ulterior de generalul Iacobici, rodul eforturilor de constituire a batalioanelor fixe regionale s-a văzut în 1944. Au existat astfel batalioane care au fost mobilizate primind misiuni operative, ele fiind înglobate în cadrul armatei de operațiuni și dislocate pe front pe linia I. Subunitățile respective au participat astfel la luptele din Moldova  și din Transilvania.
În condițiile în care drept efect al schimbării situației pe front, Bucovina a reintrat în martie-aprilie 1944 sub ocupație sovietică, Batalionul Fix „Bucovina” s-a constituit, cu începere din luna martie 1944, într-una din primele forme de rezistență armată împotriva inamicului din zona ocupată. Unii dintre partizanii care au intrat în grupurile mobile de partizani ce au luptat alături de trupele regulate, au făcut parte astfel din batalionul fix. Pe de altă parte, spre diferență de grupurile mult mai mobile de partizani, rezistența armată asigurată de trupele batalionului fix a folosit metode diferite (pânde și observare în posturi fixe, patrulare și acțiuni directe de de luptă armată). În această primă fază a mișcării de rezistență din sudul (ocupat de trupele sovietice) al Bucovinei, acțiunile militarilor batalionului fix și cele ale grupărilor mobile de partizani au primit suportul armatelor română și germană și au avut un caracter exclusiv antisovietic.

### Acțiuni în cadrul rezistenței anticomuniste
Perioadei mai-octombrie 1944 de luptă directă cu trupele sovietice, în arealul Bucovinei, i-a urmat în intervalul iulie 1945 – ianuarie 1958, tot în Bucovina, cea de rezistență față de administrația comunistă instaurată de sovietici.
Atfel, după Lovitura de stat de la 23 august 1944, unii dintre foștii lupătători ai Batalionului Fix „Bucovina” au ales fie pentru a continua lupta anticomunistă, fie pentru a se feri de hărțuiala NKVD sau de perspectiva închisorilor României comuniste, să rămână în munți. Aceștia fie au luptat de unii singuri, fie s-au grupat conjunctural cu alți luptători cu care aveau în comun refuzul comunizării, aderând la sau formând nuclee de rezistență anticomunistă.

## Batalioane
Batalioanele fixe regionale au fost organizate în număr de 9:
- 3 în Moldova („Bucovina”, „Neamț” și „Vrancea”), care au format Grupul Moldova (cu începere de la 31 decembrie 1941),[1] două cu câte 3 companii la Câmpulung Moldovenesc și respectiv Piatra Neamț și unul cu 4 companii, la Târgu Ocna.[4]
- 6 în Transilvania („Cluj”, „Someș”, „Arieș”, „Bihor”, „Codru” și „Criș)”, care au format Grupul Ardeal (din primele luni ale anului 1942),[1] fiecare cu 3 companii:[4] la Petreștii de Jos[1] (Turda după o altă sursă), Beliș, Abrud, Câmpeni, Beiuș și Buteni.[4]